# Jørgen Stilling
Jørgen Vilhelm Stilling (født 26. marts 1920 i Aalborg, død 15. februar 2015) var en dansk søofficer og modstandsmand.

## Karriere
Han var søn af repræsentant Oscar Emil Stilling (død 1960) og hustru Lilli Ingeborg født Meyer og blev student fra Marselisborg Gymnasium 1939. I 1940 blev han kadet. Ved flådens sænkning den 29. august 1943 var han med til at sænke skibet Makrelen på Holmen.

### Modstandsarbejde
Dernæst gik Stilling ind i modstandsbevægelsen som del af gruppen "Skovsvinene", som fik sit navn, fordi den stod for en række illegale skibstransportruter, som især udgik fra Stevns. Han arbejdede med transport og efterretninger for den illegale marinestab indtil befrielsen 1945, det sidste halve år fra Sverige, hvortil han var flygtet, fordi jorden brændte under ham. Efterfølgende blev hans hjem ransaget af Gestapo. Herfra fulgte han med Den Danske Brigades overførsel til Helsingør, hvor han fik forskellige opgaver. Han var dog aldrig en del af Den Danske Flotille.

### Efterkrigstiden
Efter krigen, hvor søofficerernes karriere havde stået i stampe, blev Stilling i sommeren 1945 først søløjtnant af første grad og kort efter af anden grad og fik sejlende tjeneste med forskellige skibe. Han gik på Svenska Sjökrigshögskolan 1947-48 og blev 1950 kaptajnløjtnant og 1952 orlogskaptajn og chef for korvetter og fregatter. Han gennemgik U.S. Naval War College 1960-61 og blev 1962 kommandørkaptajn. Han var chef for Forsvarsstabens operationsafdeling 1963-66. 1967 blev han midlertidig og 1969 virkelig kommandør og chef for fregateskadren. 1982 fik han afsked på grund af alder og blev ansat som sekretær ved Det kongelige københavnske Skydeselskab og danske Broderskab.
Han var i perioder sekretær, senere næstformand i Søofficersforeningen. Fra 1982 til 1985 var han søkyndigt medlem af Sø- og Handelsretten.

## Dekorationer
- 4. oktober 1965: Ridder af Dannebrogordenen
- 4. oktober 1971: Ridder af 1. grad af Dannebrogordenen
- 4. oktober 1979: Kommandør af Dannebrogordenen
- Officer af Oranje-Nassau Ordenen
- Hæderstegnet for god tjeneste ved Søetaten

## Ægteskaber
1. Gift første gang 2. september 1945 i Bjerringbro Kirke med Anna Kirstine Simonsen, ægteskabet opløst.
2. Gift anden gang 4. april 1957 på Tårnby Rådhus med Gerda Sander Christensen (født 2. december 1923 i København), datter af farvehandler Christian Sander Christensen og hustru Ida født Jensen.